# Idris al-Ma'mun
Abu al-Ala Idris al-Ma'mun (? - 16./17. listopada 1232.; arapski أبو العلا المأمون إدريس بن المنصور, Abū Al-`lā Al-Mā'mūn Idrīs ibn Al-Manṣūr) bio je almohadski kalif Maroka koji je vladao dijelom kalifata od 1229. godine do svoje smrti. Bio je sin Abua Jusufa Jakuba al-Mansura te brat Abdallaha al-Adila i Muhameda al-Nasira.
Nakon smrti Abdallaha izbio je rat između al-Nasirova sina Jahje i Idrisa. Idris je zatražio pomoć kralja Kastilje Ferdinanda III. Svetog i dobio ju je. Dao je ubiti šeike koji su podupirali Jahju. 
Idris je zatim stao činiti stvari koje su se smatrale skandaloznima. Tvrdio je da je Mahdi bio Isus, a ne Ibn Tumart, osnivač almohadske dinastije. 1230. je odobrio gradnju crkve u Marrakechu.
Naslijedio ga je sin Abd al-Wahid II.